# Denys Netschyporenko
Denys Netschyporenko (ukrainisch Дени́с Нечипоре́нко; * 7. Januar 1990) ist ein ukrainischer Hürdenläufer, der sich auf die 400-Meter-Distanz spezialisiert hat.

## Sportliche Laufbahn
Erste internationale Erfahrungen sammelte Denys Netschyporenko im Jahr 2009, als er bei den Junioreneuropameisterschaften in Novi Sad mit 55,22 s in der ersten Runde ausschied. 2014 erreichte er bei den Europameisterschaften in Zürich das Halbfinale und schied dort mit 50,35 s aus, während er 2016 bei den Europameisterschaften in Amsterdam mit 51,53 s im Vorlauf ausschied. Zwei Jahre später erreichte er dann bei den Leichtathletik-Europameisterschaften 2018 in Berlin erneut das Halbfinale und schied dort mit 50,27 s aus. 2019 siegte er bei den Balkan-Meisterschaften in Prawez in 50,71 s und im Jahr darauf gewann er bei den Meisterschaften in Cluj-Napoca in 51,42 s die Bronzemedaille im Hürdenlauf sowie in 3:08,53 min auch mit der ukrainischen 4-mal-400-Meter-Staffel. 2021 gewann er dann bei den Balkan-Meisterschaften in Smederevo in 51,2 s die Silbermedaille über 400 m Hürden.
In den Jahren 2013 und 2014 sowie 2018 und 2019 wurde Netschyporenko ukrainischer Meister im 400-Meter-Hürdenlauf.

## Persönliche Bestzeiten
- 400 Meter: 48,60 s, 14. Juli 2013 in Kortrijk
- 400 m Hürden: 50,08 s, 25. Juli 2014 in Kirowohrad